# Kylähullut
Kylähullut er et finsk punkband bestående af Alexi Laiho (Children of Bodom), Tonmi Lillman (eks-To/Die/For) og Vesku Jokinen (Klamydia). Bandets navn betyder "Landsbytosser" på finsk.
Bandet blev dannet af Alexi Laiho som et sideprojekt i 2004, og blev skabt udelukkende som lidt underholdning for musikerne, hvor de kunne fjolle rundt med noget useriøst musik. De har hidtil udgivet i ep med 4 numre, samt et album med 12.
Kylähullut er i øjeblikket i studiet hvor de skriver materiale til en udgivelse i 2007.

## Medlemmer
- Alexi Laiho – Guitar, sang
- Vesa Jokinen – Sang
- Tonmi Lillman – Trommer, bas

## Diskografi

### Album
- Keisarinleikkaus (2004)
- Turpa Täynnä (2005)
- Lisää Persettä Rättipäille (2007)

## Ep'er
- Lisää Persettä Rättipäille

### Videoer
- Kääpiöt – Turpa Täynnä